# Altaysky (huyện của Altay)
Huyện Altaysky (tiếng Nga: ? райо́н) là một huyện hành chính tự quản (raion), của Vùng Altai, Nga. Huyện có diện tích 3569 km². Trung tâm của huyện đóng ở Altaysky.